# Charley Pride
Charley Frank Pride (Sledge, Misisipi; 18 de marzo de 1934-Dallas, Texas; 12 de diciembre de 2020) fue un cantante, músico y beisbolista profesional estadounidense.

## Biografía
Su época musical de mayor reconocimiento se dio a mediados de la década de 1970, cuando se convirtió en uno de los músicos más exitosos económicamente de RCA Records desde Elvis Presley. Durante el pico de su carrera como músico de country (1966–1987), ubicó 52 canciones en el Top 10 de la lista Billboard Hot Country, treinta de ellas en el número uno.
Pride fue uno de los tres únicos afroamericanos que se convirtieron en miembros del programa radiofónico Grand Ole Opry (junto con DeFord Bailey y Darius Rucker). Fue presentado en el Salón de la Fama del Country en 2000. Como beisbolista, jugó a nivel profesional entre 1953 y 1960.
Falleció en Dallas el 12 de diciembre de 2020 a los 86 años de edad por complicaciones derivadas de la enfermedad del COVID-19.

## Discografía

### Álbumes de estudio
- 1966 - Country
- 1967 - The Pride of Country Music
- 1967 - The Country Way
- 1968 - Make Mine Country
- 1968 - Songs of Pride... Charley That Is
- 1969 - Charley Pride in Person
- 1969 - The Sensational Charley Pride
- 1970 - Just Plain Charley
- 1970 - Charley Pride's 10th Album
- 1970 - Christmas in My Hometown
- 1970 - From Me to You
- 1971 - I'm Just Me
- 1971 - Did You Think to Pray
- 1971 - Charley Pride Sings Heart Songs
- 1972 - A Sunshiny Day with Charley Pride
- 1972 - Songs of Love by Charley Pride
- 1973 - Sweet Country
- 1973 - Amazing Love
- 1973 - Charley Pride Presents the Pridesmen
- 1974 - Country Feelin'
- 1974 - Pride of America
- 1975 - Charley
- 1975 - The Pridesmen
- 1975 - Sunday Morning with Charley Pride
- 1975 - The Happiness of Having You
- 1977 - She's Just an Old Love-Turned Memory
- 1978 - Someone Loves You Honey
- 1978 - Burgers and Fries
- 1979 - You're My Jamaica
- 1980 - There's a Little Bit of Hank in Me
- 1981 - Roll on Mississippi
- 1982 - Everybody's Choice
- 1983 - Charley Pride Sings Country Classics
- 1983 - Night Games
- 1984 - The Power of Love
- 1986 - Back to the Country
- 1986 - The Best There Is
- 1987 - After All This Time
- 1988 - I'm Gonna Love Her on the Radio
- 1989 - Moody Woman
- 1994 - My 6 Lastest & 6 Greatest
- 1996 - Classics with Pride
- 2001 - A Tribute to Jim Reeves
- 2003 - Comfort of Her Wings
- 2011 - Choices

### Álbumes recopilatorios
- 1969 - The Best of Charley Pride
- 1972 - The Best of Charley Pride Vol. 2
- 1972 - The Incomparable Charley Pride
- 1976 - The Best of Charley Pride Vol. 3
- 1981 - Greatest Hits
- 1985 - Greatest Hits Vol. 2
- 1985 - Collector's Series
- 2003 - Anthology
- 2003 - 22 All-Time Greatest Hits
- 2005 - 16 Biggest Hits

### Álbumes en vivo
- 1982 - Charley Pride Live
- 1998 - Branson City Limits